# Aorangia pilgrimi
Aorangia pilgrimi är en spindelart som beskrevs av Forster och Wilton 1973. Aorangia pilgrimi ingår i släktet Aorangia och familjen Amphinectidae. Inga underarter finns listade i Catalogue of Life.